# Schloss Pawelwitz (Breslau)

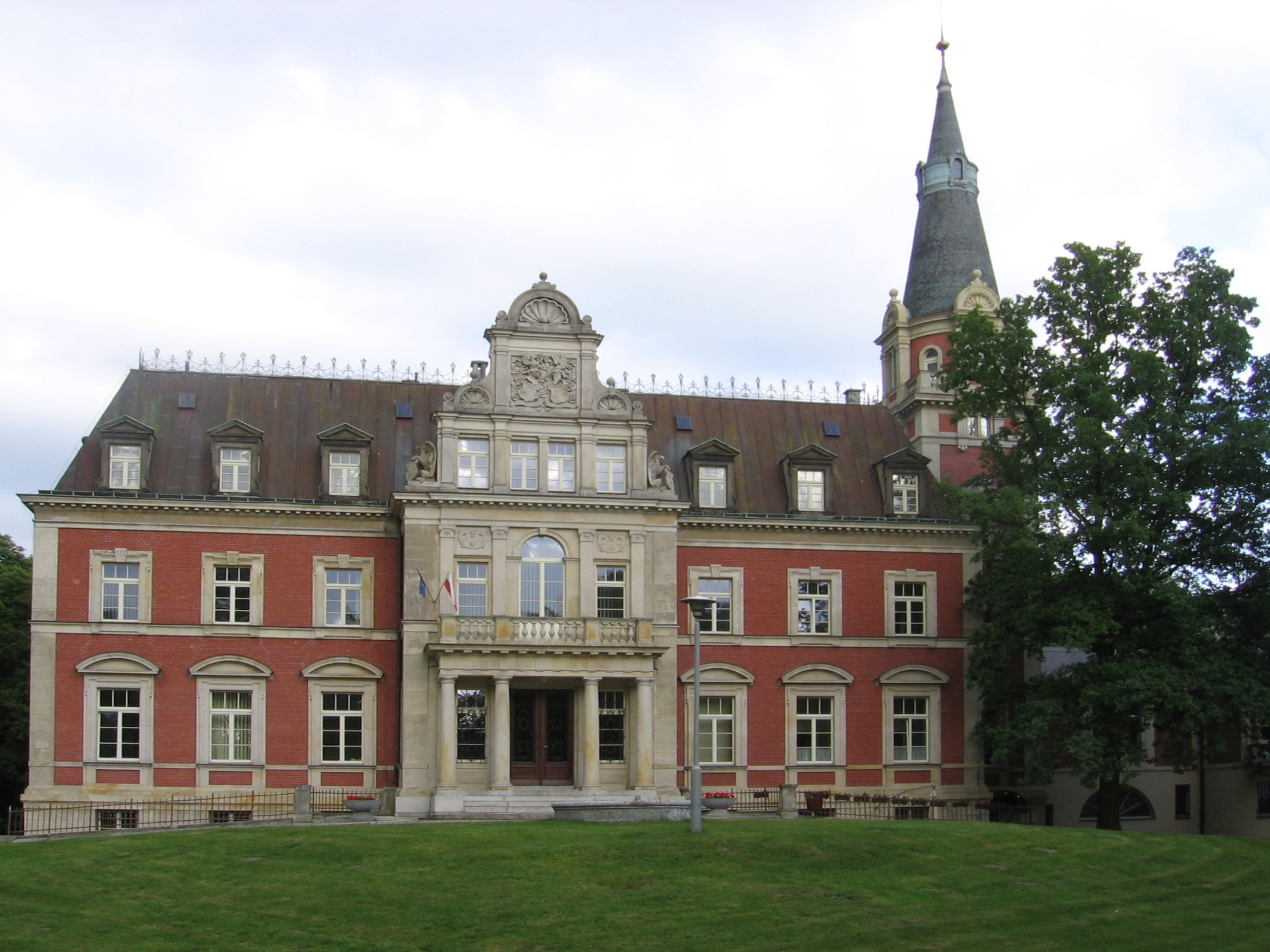
Schloss Pawelwitz

Schloss Pawelwitz (polnisch Pałac Kornów w Pawłowicach) ist ein Schloss in Breslau-Pawłowice in Polen.

## Geschichte

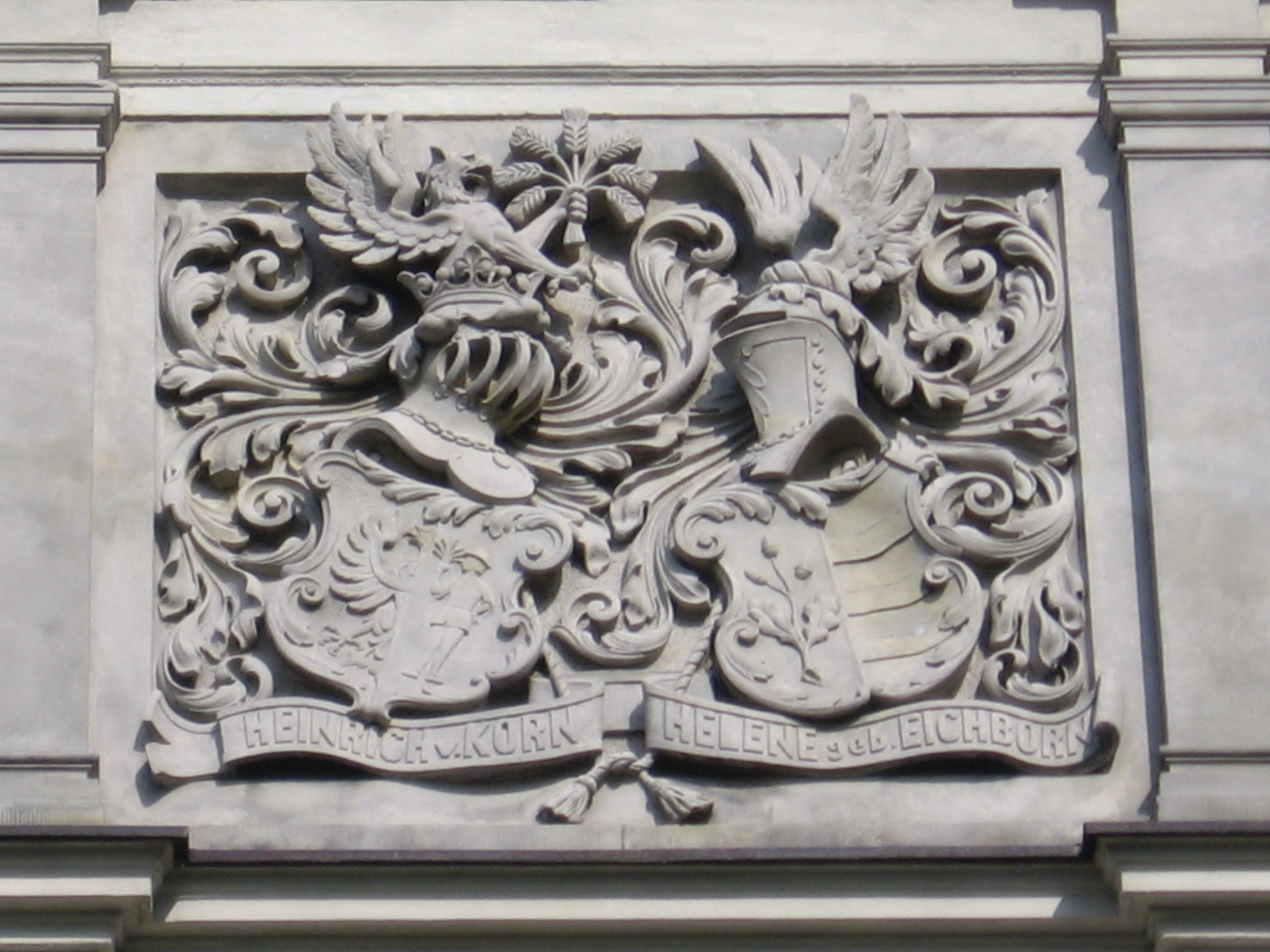
Wappen derer von Korn (links) und von Eichborn (rechts)

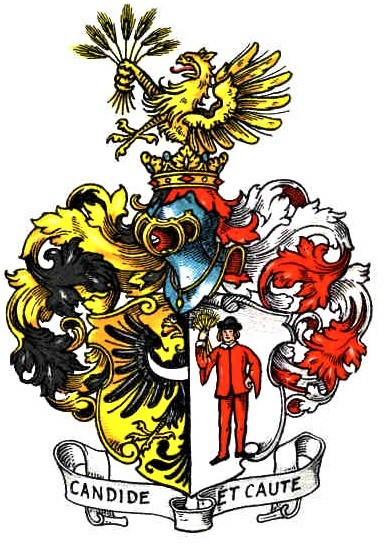
Wappen derer von Korn

Dorf und Gut waren seit dem Mittelalter im Besitz des Breslauer Prämonstratenserstifts St. Vinzent. Mit der Säkularisation 1810 gelangte der Besitz an die Herren von Haugwitz. Ab 1882 war Pawelwitz in Besitz des Verlegers Heinrich von Korn. 
Das heutige Schloss wurde 1891 nach Entwurf des Architekten August Orth im Stil der französischen Neorenaissance erbaut. Ab 1892 waren Maria von Korn und ihr Ehemann Konstantin von Schweinichen Eigentümer. Sie ließen einige Schlossräume durch den Kunstmaler Joseph Langer u. a. mit Darstellungen der Burg Schweinhaus ausmalen. Im Jahre 1905 wurde das Schloss um ein Kavaliershaus erweitert. 
Nach dem Übergang Schlesiens an Polen 1945 wurde im Schloss eine Landwirtschaftsakademie untergebracht. Seit der politischen Wende 1989 wird das Schloss vom Naturkundeinstitut der Universität Breslau und als Tagungszentrum genutzt.

## Bauwerk
Das Schloss ist dreiflügelig und hat einen dreiachsigen Mittelrisalit mit Schmuckgiebel, in dem sich die Wappenkartusche der Verlegerfamilie Korn befindet. Ein Säulenportikus ist dem Mittelrisalit vorgelagert. Seitlich befindet sich ein Turm mit Spitzhelm von dem ein Übergang zum Kavaliershaus führt. Im rückwärtigen englischen Landschaftspark befindet sich ein Arboretum von 70 Hektar.